# Nguyễn Đức Hải (trung tướng)
Nguyễn Đức Hải là một sĩ quan cấp cao trong Quân đội nhân dân Việt Nam, hàm Trung tướng, Tiến sĩ, nguyên Viện trưởng Viện Chiến lược Quốc phòng (2014-2019), nguyên Tư lệnh Quân đoàn 3 (2009-2012).

## Thân thế và sự nghiệp
Ông sinh năm 1957, quê Mai Thủy, Lệ Thủy, Quảng Bình.
Ông từng giữ chức Sư đoàn trưởng Sư đoàn 10.
Năm 2009, bổ nhiệm giữ chức Tư lệnh Quân đoàn 3.
Năm 2012, bổ nhiệm giữ chức Phó Giám đốc Học viện Quốc phòng..
Năm 2014, bổ nhiệm giữ chức Viện trưởng Viện Chiến lược Quốc phòng.
Năm 2019, ông nghỉ hưu.
Thiếu tướng (2009), Trung tướng (2014).